# 江田島市立江田島中学校
江田島市立江田島中学校（えたじましりつ えたじまちゅうがっこう）は、広島県江田島市小用一丁目にある公立中学校。

## 部活動
2025年8月7日現在

### 運動部
- 陸上部
- 卓球部（2024年7月の中体連をもって休止）
- サッカー部
- 男子ソフトテニス部
- 女子ソフトテニス部
- バレーボール部(2021年に休止)

### 文化部
- 吹奏楽部
- 文化部

## 歴史
- 1947年4月15日 江田島村立江田島中学校として設立（江田島市小学校6小学区として発足）
- 2021年7月頃から毎年にかけて、キャリア教育の一環、企業面接体験として広島県に本社を持つ大企業の人事部の方々が来られる。[2]
- 2025年6月9日 江田島中学校でNHK交響楽団のメンバーが演奏披露。[3]